# 1080 بي

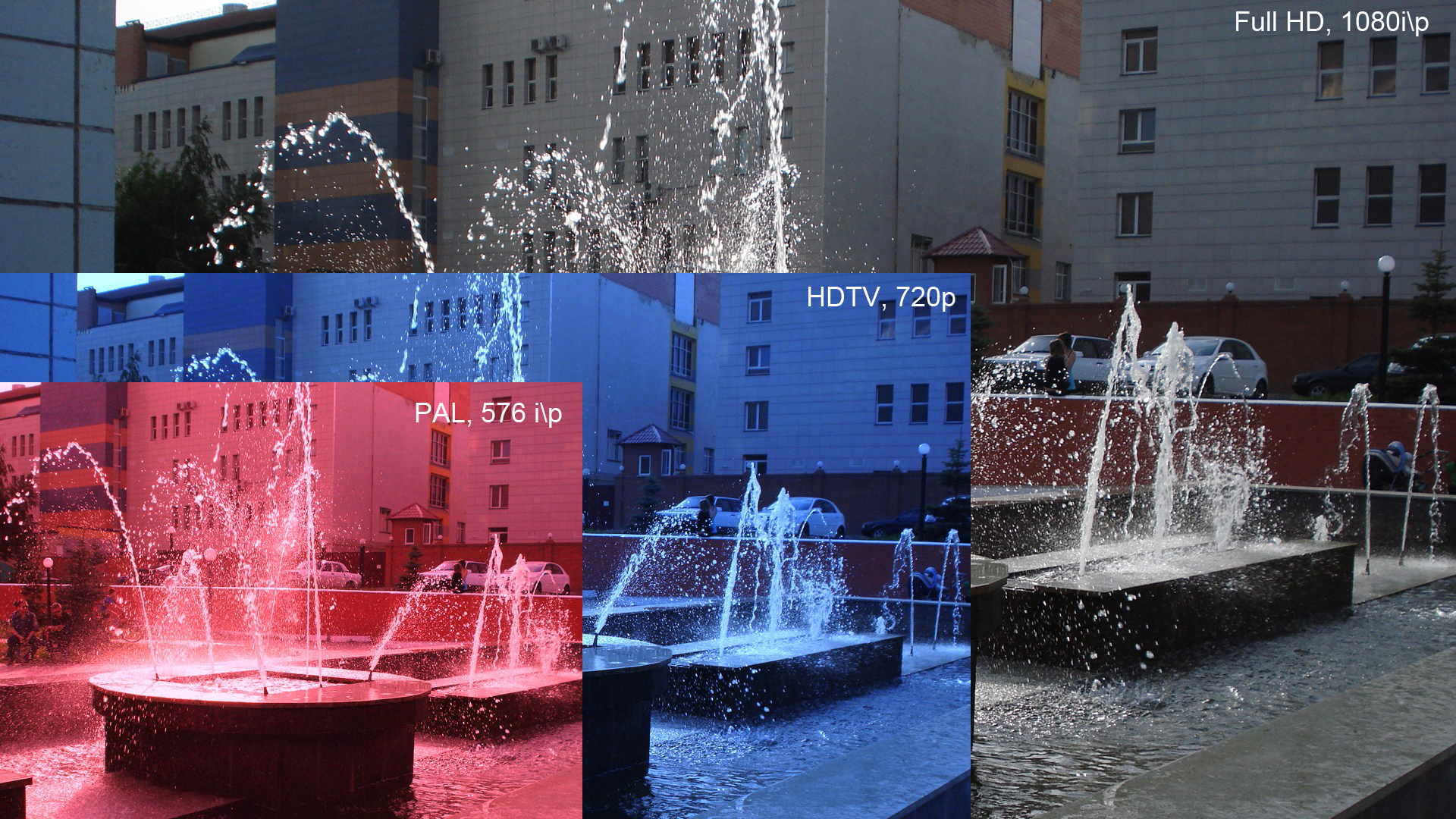
تُوضح الصورة تطور معايير دقة التلفاز حتى 1080 بي؛ حيث تمثل الصورة ذات التدرج الأحمر دقة 576i أو 576p، وهي دقة قياسية منخفضة. أما الصورة ذات التدرج الأزرق فتمثل دقة 720p، وهي من مستويات الدقة العالية (HDTV). في المقابل، تُظهر الصورة كاملة الألوان دقة 1080 بي، والتي تُعد من أعلى درجات الوضوح ضمن معايير البث التلفزيوني الشائعة.

1080 بي (أي 1920 × 1080 بكسل معروضة بشكل تقدمي) – ويُعرف أيضًا باسم Full HD أو FHD وBT.709 – هو معيار من معايير الفيديو عالي الدقة (HDTV)، ويتميّز بعرض 1,920 بكسل أفقيًا و1,080 بكسل عموديًا على الشاشة. يشير الحرف p إلى "المسح التقدمي"، أي أن الصورة تُعرض دفعة واحدة، وليس بطريقة التداخل (interlaced).
عادةً ما يرتبط هذا المعيار بنسبة عرض إلى ارتفاع 16:9، مما يمنحه دقة إجمالية تبلغ حوالي 2.1 ميغابكسل. وغالبًا ما يُسوّق له تجاريًا باسم Full HD لتمييزه عن دقة 720 بي الأقل وضوحًا.
رغم أن مصطلح "1080 بي" يُشار إليه أحيانًا باسم دقة 2K (نظرًا لأن دقته الأفقية تقترب من 2,000 بكسل)، إلا أن بعض المصادر تفرق بين 1080 بي والدقة الحقيقية 2K، والتي تُستخدم غالبًا في مجال السينما.
تُستخدم دقة 1080 بي ضمن معايير ATSC في الولايات المتحدة وDVB في أوروبا. وتشمل تطبيقاتها: البث التلفزيوني الرقمي، أقراص Blu-ray، الهواتف الذكية، منصات المحتوى عبر الإنترنت مثل YouTube وNetflix، أجهزة التلفزيون والمسرح المنزلي، شاشات الحواسيب، منصات الألعاب الإلكترونية
بالإضافة إلى ذلك، فإن الكاميرات الصغيرة والهواتف الذكية والكاميرات الرقمية قادرة على تصوير الفيديو والصور الثابتة بهذه الدقة، بل وبعضها يدعم أيضًا دقات أعلى مثل 4K و8K.